# 菅未来
菅 未来（すが みく、1982年10月26日 - ）は、元テレビ大分のアナウンサーである。

## 来歴
大分県大分市出身。大分県立大分南高等学校、大分県立芸術文化短期大学情報コミュニケーション学科卒業。
短大卒業後、テレビ大分に入社。同期に同局アナウンサーの野島亜樹がいる。担当番組『スパーク オン ウェイヴ』ではMCだけでなくディレクターも兼務していた。
2012年3月31日をもってテレビ大分を退社した。

## 担当番組
- スパーク オン ウェイヴ
- TOSスピーク
- TOSニュース
- TOSスーパーニュース（週末担当、不定期）